# ارنست میر
ارنست میر (فرانسوی: Ernest Meyer‎; ۱۵ فوریهٔ ۱۸۶۵ – ۲۸ ژوئن ۱۹۱۹) سوارکار پرش اهل فرانسه بود.